# Madre Tierra
Madre Tierra (span. für „Mutter Erde“) ist eine Ortschaft und eine Parroquia rural („ländliches Kirchspiel“) im Kanton Mera der ecuadorianischen Provinz Pastaza. Die Parroquia besitzt eine Fläche von 133,4 km². Die Einwohnerzahl lag im Jahr 2010 bei 1588. Die Bevölkerung besteht zu etwa 77 Prozent aus Kichwa. Kleinere Gruppen bilden Mestizen mit 11 Prozent sowie Shuar mit 6 Prozent.

## Lage
Die Parroquia Madre Tierra liegt in der vorandinen Zone am Rande des Amazonasbeckens. Das Gebiet liegt in Höhen zwischen 790 m und 1139 m und besitzt eine Längsausdehnung in NW-SO-Richtung von 22 km. Die Parroquia befindet sich am linken Flussufer des Río Pastaza oberhalb der Einmündung des Río Puyo. Der etwa 940 m hoch gelegene Hauptort befindet sich 12,5 km südöstlich vom Kantonshauptort Mera sowie 7 km südsüdwestlich vom Stadtzentrum der Provinzhauptstadt Puyo.
Die Parroquia Madre Tierra grenzt im Norden an die Parroquia Shell, im Osten an die Parroquia Puyo (Kanton Pastaza), im äußersten Südosten an die Parroquia Pomona (ebenfalls im Kanton Pastaza) sowie im Süden und im Westen an die Provinz Morona Santiago mit den Parroquias Palora und Cumandá (beide im Kanton Palora).

## Orte und Siedlungen
Die Parroquia umfasst neben dem Hauptort (cabecera parroquial) mit 318 Einwohnern 16 weitere Comunidades:
- Amazonas
- Chincha Yaku
- Chinimbi Viejo
- Encañada
- Jatari
- Libertad
- Nueva Vida
- Paushi Yacu
- Paz Yaku
- Playas del Pastaza
- Puerto Santana
- Puyo Pungo
- Rayo Urco
- San José
- Urpi Churi
- Yanamarum

## Geschichte
Madre Tierra wurde am 12. Oktober 1955 als eine Colonia agrícola gegründet. Wenig später wurde der Name umgeändert in "Shell – Madre Tierra". Mit der Gründung der Parroquia Madre Tierra am 19. März 1960 nahm der Caserío wieder den ursprünglichen Namen "Madre Tierra" an.